# Teucholabis unicolor
Teucholabis unicolor är en tvåvingeart som beskrevs av Riedel 1918. Teucholabis unicolor ingår i släktet Teucholabis och familjen småharkrankar.
Artens utbredningsområde är Taiwan. Inga underarter finns listade i Catalogue of Life.